# 宗田まこと
宗田 まこと（そうだ まこと、1950年〈昭和25年〉10月14日 - ）は、日本の歌手、女優。所属していた事務所は「岡田プロ」。

## 来歴・人物
大阪市生野区の乾物屋の末娘として生まれる。当時その風貌から「国籍不明」とも言われたことがあったが、両親とも日本人であるため本人も純日本人である。高校卒業後1970年に劇団俳優小劇場付属養成所入り、同所を出たのち劇団雲に入団、映画『混血児リカ』などに出演した。
1974年6月、『幸せ振り』で歌手デビュー。この歌手デビューにあたりレコード会社から付けられたキャッチコピーが「ハリケーン娘に気をつけろ」。「ドスの効いた声も出せる」と紹介されたことがある。
公表されていたサイズ（1975年当時）は、身長167cm、B91cm、W63cm、H93cm。

## 出演

### 映画
宗田政美名義
- 混血児リカ（1972年、東宝） - 花子
- 前科おんな 殺し節（1973年、東映） - 中川雪江[7]
- 女囚さそり けもの部屋（1973年、東映） - ヌードスタジオの女
- 混血児リカ ひとりゆくさすらい旅（1973年、東宝） - 花子
- 混血児リカ ハマぐれ子守唄（1973年、東宝） - 竜巻お万
- 御用牙 かみそり半蔵地獄責め（1973年、東宝） - 大酔女

### テレビドラマ
宗田政美名義
- ザ・ガードマン（TBS・大映テレビ室） - 第330話（1971年8月6日）「スリラー！ミイラ墓の女」ゲスト
- キイハンター（TBS・東映） - 第180話（1971年9月11日）「レッツゴー！真夜中の王様死の行進」ゲスト
- 特別機動捜査隊（NET・東映） - 第543話（1972年3月29日）「皆殺しの詩」ゲスト、不二子 役
- パパと呼ばないで（日本テレビ・ユニオン映画） - 第26話（1973年4月4日）「ママが生きてた！」ゲスト
- アイフル大作戦（TBS・東映） - 第7話（1973年5月26日）「今晩わ!悪魔のノック」ゲスト

宗田まこと名義
- 部長刑事（朝日放送） - 以下各話ゲスト
  - 第768話（1973年6月30日）「西成から来た刑事」
  - 第788話（1973年11月17日）「助教授」
  - 第796話（1974年1月12日）「ヨコスカへ行った女」
  - 第814話（1974年5月18日）「さん・とわ・まみぃの涙」
  - 第860話（1975年4月5日）「男と女と屋根裏と」
  - 第890話（1975年11月15日）「ある落日」
  - 第906話（1976年3月6日）「出口のない地下駐車場」
  - 第1002話（1978年1月7日）「女業深重」
  - 第1229話（1982年5月15日）「女子刑務所」
- たぬき先生騒動記（フジテレビ、1976年） - たま 役（レギュラー）
- あんちゃん（日本テレビ系列） - 第1話（1982年10月23日）ゲスト
- 大奥（関西テレビ・東映） - 第45話（1984年2月14日）「花嫁は大奥一年生」、別式女 役

### その他
- '76オールスター紅白寒中水泳大会（フジテレビ、1976年3月9日）[10]
など

## ディスコグラフィ
| # | 発売日 | A/B面 | タイトル     | 規格品番 |
| - | ------ | ----- | ------------ | -------- |
| 1 | 1974年 | A面   | 幸せ振り     | FS1792   |
| 1 | 1974年 | B面   | 間違えた愛   | FS1792   |
| 2 | 1975年 | A面   | 都会         | FS1820   |
| 2 | 1975年 | B面   | 純情         | FS1820   |
| 3 | 1976年 | A面   | 夜光虫       | FS2020   |
| 3 | 1976年 | B面   | ぱんどらの箱 | FS2020   |